# Yulong
Yulong ("drak z Yú/provincie Che-nan") byl rod velmi malého teropodního dinosaura z čeledi Oviraptoridae, žijícího v období pozdní křídy (věk maastricht) na území současné Číny.

## Popis
Celkem bylo objeveno asi 115 kostřiček jeho embryí ve vejcích a také nedospělí subadultní jedinci. Holotyp (kat. č. HGM 41HIII-0107) je skvěle zachovaná kostra s lebkou a spodními čelistmi, pocházející z čínské svrchnokřídové lokality u města Quipa v provincii Che-nan. Skvěle zachované nálezy patří velmi malým oviraptoridům o délce mezi 0,25 a 0,5 metru. Tím patří k vůbec nejmenším známým zástupcům skupiny. Největším je přitom asi osm metrů dlouhý Gigantoraptor. Druh Y. mini (v překladu "malý drak z Che-nanu") byl popsán čínskými paleontology v roce 2013.

## Objevy
V roce 2022 byl oznámen objev nového subadultního (plně nedospělého) jedince, který zahynul ve věku 5 až 6 let. Ten také doložil, že velmi blízce příbuzným rodem je další oviraptorid Nankangia.
V únoru roku 2025 byl oznámen objev možných vajec rodu Yulong (ootaxon Macroolithus yaotunensis) ze sedimentů geologického souvrství Čchiou-pcha (angl. Qiupa).